# TTM FC
El TTM Chiangmai Football Club fue un equipo de fútbol de Tailandia que juega en la Liga Premier de Tailandia, la liga de fútbol más importante del país.

## Historia
Fue fundado en el año 1963 en la Provincia de Chiang Mai con el nombre Thailand Tobacco Monopoly FC como el equipo que representara a la compañía del mismo nombre, siendo uno de los equipos más viejos de Tailandia y en el año 2009 el nombre Thailand Tobacco Monopoly FC por el de TTM Samut Sakhon FC, el cual solo usaron 1 año, al cambiarlo por el de TTM Chaingmai. Ha sido campeón de Liga en 1 ocasión y la Copa Real Kor 1 vez.
A nivel internacional participó en 1 torneo continental, en la Liga de Campeones de la AFC 2006, siendo descalificado por no presentar la lista de inscripción de jugadores a tiempo, lo que se catalogó en Tailandia como un desastre.
En 2015 terminó en el 19° lugar y descendío a la Liga Regional. El club desaparece en 2015.

## Palmarés
- Liga Premier de Tailandia: 1

2005
- Primera División de Tailandia: 1

2000
- Copa Real Kor: 1

2006

## Participación en competiciones de la AFC
- Champions League: 1 aparición

2006 - Descalificado

## Participación en competiciones de la ASEAN
| Temporada | Torneo                  | Ronda            | Club                 | Casa | Visita   | Global      |
| --------- | ----------------------- | ---------------- | -------------------- | ---- | -------- | ----------- |
| 2005      | ASEAN Club Championship | Grupo B          | DPMM FC              | 2–2  | 4° Lugar |             |
| 2005      | ASEAN Club Championship | Grupo B          | Tampines Rovers      | 1–3  | 4° Lugar |             |
| 2005      | ASEAN Club Championship | Grupo B          | Finance and Revenue  | 2–1  | 4° Lugar |             |
| 2008      | Copa de Singapur        | Preliminar       | Gombak United        | 0–1  |          |             |
| 2008      | Copa de Singapur        | Cuartos de final | Woodlands Wellington | 1–1  | 0–0      | 1–1 (2-4 p) |
| 2009      | Copa de Sigapur         | Preliminar       | Super Reds           | 4–2  |          |             |
| 2009      | Copa de Sigapur         | Cuartos de final | Woodlands Wellington | 4–2  | 1–3      | 7–3         |
| 2009      | Copa de Sigapur         | Semifinales      | Bangkok Glass        | 0–6  | 3–4      | 4–9         |

## Estadios y Localizaciones
| Coordenadas                                    | Ciudad          | Estadio                                              | Capacidad | Periodo   |
| ---------------------------------------------- | --------------- | ---------------------------------------------------- | --------- | --------- |
| 13°57′04″N 100°37′28″E / 13.951133, 100.624507 | Pathum Thani    | Thupatemi Stadium                                    | 25,000    | 2007      |
| 13°32′30″N 100°16′50″E / 13.541674, 100.280681 | Samut Sakhon    | Institute of Physical Education Samut Sakhon Stadium | 6,378     | 2008–2010 |
| 16°26′35″N 100°19′26″E / 16.443144, 100.324005 | Phichit         | Phichit Provincial Stadium                           | 5,000     | 2010–2011 |
| 18°50′23″N 98°57′34″E / 18.839722, 98.959444   | Chiang Mai      | 700th Anniversary Stadium                            | 25,000    | 2012      |
| 13°52′02″N 100°34′39″E / 13.867163, 100.577392 | Lak Si, Bangkok | Boonyachinda Stadium                                 | 3,500     | 2013      |
| 13°42′22″N 100°47′02″E / 13.706226, 100.783876 | Samut Prakan    | Lad Krabang 54 Stadium                               | 2,000     | 2014–2015 |

## Entrenadores Desde el 2000
| Nombre                | País          | Periodo                         |
| --------------------- | ------------- | ------------------------------- |
| Anant Amornkiat       | Tailandia     | 2000–04                         |
| Jose Alves Bervis     | Brasil        | 2004–05, 2006                   |
| Jose Carlos da Silva  | Brasil        | 2007                            |
| Loius Mayer           | Brasil        | 2007                            |
| Gawin Kachendecha     | Tailandia     | 2008                            |
| Prajuk Viengsong      | Tailandia     | Julio de 2008–noviembre de 2008 |
| Attaphol Buspakom     | Tailandia     | Enero de 2009–abril de 2009     |
| Kij Meesrisuk         | Tailandia     | Mayo de 2009–agosto de 2009     |
| Prajuk Viengsong      | Tailandia     | Agosto de 2009                  |
| Jose Alves Bervis     | Brasil        | 2010                            |
| Myung Ho Bae          | Corea del Sur | Enero de 2011–abril de 2011     |
| Lee Young-Moo         | Corea del Sur | Mayo de 2011–enero de 2012      |
| Somchai Chuayboonchum | Tailandia     | Enero de 2012– abril de 2012    |
| Narong Suwan-Nachot   | Tailandia     | Abril de 2012–2013              |
| Jatuporn Pramualban   | Tailandia     | 2013–2014                       |
| Narasak Boonkleng     | Tailandia     | 2015                            |

## Jugadores

### Jugadores destacados
| - Panuwat Failai - Kosin Hathairattanakool - Weerayut Jitkuntod - Jetsada Jitsawad - Kritsakorn Kerdpol - Manit Noywech - Nattaporn Phanrit - Noppol Pitafai - Tanongsak Prajakkata - Kittisak Rawangpa - Suchon Sa-nguandee - Narit Taweekul - Chaiwut Wattana - Anderson - José Carlos da Silva | - Daniel Nascimento - Ney Fabiano - Osama El-Karim - Mohamed Zaky - Berhard Achaw - Sekou Drame |